# Лашкобаре
Лашкобаре (алб. Lloshkobarë) је насељено место у општини Урошевац, на Косову и Метохији. Према попису становништва из 2011. у насељу је живело 2.075 становника.

## Становништво
Према попису из 2011. године, Лашкобаре има следећи етнички састав становништва:
| Националност | 2011.          |
| Албанци      | 2.067 (99,61%) |
| Бошњаци      | 2 (0,10%)      |
| недоступно   | 6 (0,29%)      |
| Укупно       | 2.075          |

| Демографија | Демографија | Демографија |
| Година      | Становника  | Становника  |
| ----------- | ----------- | ----------- |
| 1948.       | 516         |             |
| 1953.       | 546         |             |
| 1961.       | 666         |             |
| 1971.       | 920         |             |
| 1981.       | 1.170       |             |
| 1991.       | 1.446       |             |
| 2011.       | 2.075       |             |